# Vähäkyrö (district de Vaasa)
Le district de Vähäkyrö (finnois : Vähänkyrön suuralue) est l'un des douze districts de Vaasa en Finlande.

## Description
La municipalité de Mustasaari sépare le district de Vähäkyrö du reste de Vaasa, ce qui fait de Vähäkyrö une exclave de Vaasa.
Le district de Vähäkyrö compte 4 526 habitants (31 décembre 2017).
Il regroupe les quartiers suivants :
- Merikaarto
- Kirkonkylä
- Tervajoki